# Prioria oxyphylla
Prioria oxyphylla (Syn.: Oxystigma oxyphyllum) ist ein Baum aus der Familie der Hülsenfrüchtler aus der Unterfamilie der Johannisbrotgewächse aus dem zentralen Afrika vom Kongo, Angola bis Kamerun und bis nach Nigeria.

## Beschreibung
Prioria oxyphylla wächst als halbimmergrüner Baum bis zu 50 Meter hoch. Der Stammdurchmesser erreicht 1,3–3 Meter. Brettwurzeln werden meist nicht gebildet, nur Wurzelanläufe. Die gräuliche Borke ist schuppig bis leicht rissig. Der Baum führt ein Harz.
Die wechselständigen, gestielten Laubblätter sind meist wechselnd paarig gefiedert mit 6–10 kurz gestielten, ledrigen und fast kahlen Blättchen. Der Blattstiel ist bis 2,5 Zentimeter lang, die Rhachis bis 11 Zentimeter und die Blättchenstiele bis 6–7 Millimeter. Die elliptischen bis verkehrt-eiförmigen, bespitzten bis zugespitzten Blättchen, mit öfters etwas ungleicher Spreite, sind 6–11 Zentimeter lang und 2–4,5 Zentimeter breit. Die minimalen Nebenblätter sind früh abfallend.
Es werden achselständige, zusammengesetzte, kurzhaarige Trauben gebildet. Die sehr kleinen, zwittrigen und kurz gestielten Blüten mit einfacher Blütenhülle sind gelblich-weiß, die Kronblätter fehlen. Es sind sehr kleine Trag- und Vorblätter vorhanden. Die 5 kleinen, bewimperten und freien Kelchblätter sind nur bis 2 Millimeter lang sowie etwas bootförmig. Es sind 10 freie, vorstehende Staubblätter mit behaarten Staubfäden und ein oberständiger, minimaler, einkammeriger und behaarte Fruchtknoten mit einem konischen, teils behaarten und relativ kurzen Griffel vorhanden.
Es werden einsamige, kahle und einseitig geflügelte, mit Flügel etwa 6–11,5 Zentimeter lange Flügelnüsse (Hülsenfrüchte) gebildet. Der große, lange Flügel ist netzig geadert. Die ellipsoiden, abgeflachten Samen sind bis 2,5 Zentimeter groß.

## Taxonomie
Die Erstbeschreibung des Basionyms Pterygopodium oxyphyllum erfolgte 1913 durch Hermann August Theodor Harms in Bot. Jahrb. Syst. 49: 439. Die Umteilung in die Gattung Prioria zu Prioria oxyphylla erfolgte 1999 durch Frans Breteler in Wageningen Agric. Univ. Pap. 99(3): 37. Weitere Synonyme sind Oxystigma mortehanii De Wild. und Oxystigma oxyphyllum (Harms) J.Léonard. Der Gattungsname Prioria ehrt Richard Chandler Prior (1809–1902), einen englischen Arzt und Botaniker.

## Verwendung
Das mittelschwere Holz ist moderat beständig, es ist bekannt als Tchitola.
Auch das Harz wird verwendet.